# Ines
Ines (født 26. maj 1981 i Haapsalu) er en estisk sangerinde. Hun er mest kendt internationalt for sin optræden ved Eurovision Song Contest 2000 i Stockholm, hvor hun med sangen Once in a lifetime fik en 4. plads. Hun forsøgte atter at vinde den estiske finale i 2006 med sangen Iseendale, men det blev kun til en andenplads. Hun har desuden fået adskillige musikpriser, bl.a. bedste kvindelige artist i Estonian Music Award både i 2000 og 2005.